# Centrocercus
Centrocercus – rodzaj ptaków z podrodziny bażantów (Phasianinae) w rodzinie kurowatych (Phasianidae).

## Zasięg występowania
Rodzaj obejmuje gatunki występujące w Ameryce Północnej.

## Morfologia
Długość ciała samców 44–76 cm, samic 32–58 cm; masa ciała samców 1622–3175 g, samic 990–1750 g.

## Systematyka

### Etymologia
Centrocercus (Centrocircus): gr. κεντρον kentron „ostry koniec”; κερκος kerkos „ogon”.

### Podział systematyczny
Do rodzaju należą następujące gatunki:
- Centrocercus urophasianus (Bonaparte, 1827) – preriokur ostrosterny
- Centrocercus minimus Young, C.E. Braun, Oyler-McCance, Hupp & Quinn, 2000 – preriokur wyżynny